# Пограничная полиция Таиланда
Пограничная полиция Таиланда (тайск. ตำรวจ ตระเวน ชายแดน, англ. Border Patrol Police) — военизированные подразделения, которые отвечают за обеспечение безопасности границ Таиланда и борьбу с террористическими формированиями внутри страны.

## История
Пограничная полиция Таиланда (Border Patrol Police, BPP) была создана в начале 1950-х при содействии со стороны ЦРУ США. Хотя в организационном плане BPP являлась подразделением Королевской полиции Таиланда, в своей деятельности она всегда пользовались большой автономией в центре и на местах. Королевская семья изначально была главным покровителем Пограничной полиции, благодаря чему BPP всегда считалась элитным воинским подразделением. Значительными были связи между BPP и вооружёнными силами Таиланда — большинство офицеров BPP были бывшими армейскими офицерами.

## Организационная структура

### Национальная организация
- Штаб-квартира пограничной полиции
  - Главный штаб пограничной полиции
- Подразделение обучения тактике
- Отдел поддержки
- Госпиталь
- Воздушно-десантное подразделение
  - Контртеррористическая группа Naresuan 261[англ.]
- Центр скаутского движения
- Региональные отделения 1, 2, 3, и 4.

### Полевые подразделения
Полевые подразделения BPP включают в себя несколько сот боевых единиц — взводов численностью по 32 человека, каждый взвод имеет поддержку одного или нескольких тяжеловооружённых взводов, расквартированных в штаб-квартирах Королевской полиции в провинциях Таиланда. В чрезвычайных ситуациях используются части Воздушно-десантного подразделения Пограничной полиции. Обучение полевых подразделений с начала 1960-х годов вели инструкторы спецназа армии США.
Полевые подразделения BPP нередко действуют совместно с армейскими частями в операциях против повстанцев. Части BPP, дислоцированные вдоль камбоджийской и лаосской границы после ввода вьетнамских войск в Камбоджу в 1979 году, участвовали в боестолкновениях с вьетнамской армией.
Наряду с выполнением своей основной миссии, Пограничная полиция также участвует в реализации многочисленных социальных гражданских программ в интересах жителей удаленных районов Таиланда и горных племен. Подразделения Пограничной полиции участвовали в строительстве школ и административных зданий, работе медицинских пунктов в сельской местности, а также строительстве взлетно-посадочных полос на местных аэродромах.

### Воздушно-десантное подразделение Пограничной полиции
Воздушно-десантное подразделение Пограничной полиции (англ. Border Patrol Police Aerial Reinforcement Unit, BPP PARU) — специальное подразделение BPP, ответственное за подготовку и проведение десантных операций, оказание помощи во время стихийных бедствий и аварий, поддержку специальных операций BPP. Части BPP PARU могут прибыть для поддержки в любой район Таиланда в течение 2 часов. Весь личный состав BPP PARU проходит специальную подготовку, включая прыжки с парашютом.
Кроме того, личный состав подразделения проходит обучение по следующим направлениям:
- нетрадиционные методы ведения войны, борьба с международным терроризмом;
- оказание помощи во время стихийных бедствий и аварий, проведение спасательных операций на суше и на море.

## Подчинённые военизированные формирования

### Волонтеры Корпуса обороны
В 1954 году, во время премьерства Пибунсонграма, Пограничная полиция создала части волонтеров Корпуса обороны (англ. Volunteer Defense Corps,VDC или Ор Сор) для обеспечения правопорядка в условиях чрезвычайных ситуаций и стихийных бедствий. На VDC, наряду с BPP, была возложена ответственность за защиту местного населения от угроз и запугивания со стороны боевиков, которые проникали в приграничные провинции Таиланда из Лаоса, Камбоджи и Малайзии. Личный состав VDC проходил обучение в учебных центрах Пограничной полиции. В 1974 году VDC был расширен за счёт нового спецподразделения — подразделения операций внутренней  безопасности. предназначенного для проведения операций в городских районах. На конец 1980-х годов, численность VDC оценивалась примерно в 33 тысячи человек (максимальная численность — порядка 52 тысяч — была в 1980 году). Снижение численности было обусловлено тем, что часть личного состава VDC перешла в Тахан Пхран — военизированное подразделение для борьбы с коммунистическими повстанцами. Части VDC играют важную роль в боевых действиях в Южном Таиланде с 2004 года.

### Сельские скауты
В 1971 году Пограничная полиция совместно с Министерством внутренних дел Таиланда создала организацию Сельские скауты — военизированное ополчение правой политической ориентации. «Сельских скаутов» предполагалось использовать в борьбе с коммунистическими повстанцами и демократическими движениями 1970-х годов. Вскоре после создания организации в неё были приняты пять миллионов человек (10 % населения страны), которые прошли пятидневные учебные сборы. Преследование «Сельскими скаутами» левых организаций привело к резне в университете Тхаммасат в Бангкоке и государственному перевороту 6 октября 1976 года. Организация была распущена примерно в 1981 году, но в 2004 году восстановлена ввиду нарастания сепаратизма в Южном Таиланде. В 21-м веке «сельские скауты» занялись также цензурой Интернета, концепция их деятельности включила в себя также киберразведку (тайск. ลูกเสือ บน เครือ ข่าย อินเทอร์เน็ต).

### Тахан Пхран
В 1978 году была создана организация Тахан Пхран, предназначенная главным образом для борьбы с коммунистическими вооружёнными формированиями. К концу 1981 года подразделения Тахан Пхран заменили на 80 % части регулярной таиландской армии в операции против повстанцев на границах с Бирмой, Камбоджей и Малайзией. Структура организации включает 32 полка и 196 подразделений. С 2004 года части Тахан Пхран развернуты для борьбы с повстанцами Южного Таиланда.